# 綏東四旗
綏東四旗即民国时期綏遠省東部的察哈爾盟右翼四旗，察哈爾右翼四旗分別是正黃旗、正紅旗、鑲紅旗、鑲藍旗，其中鑲藍旗位於殺虎口邊外，其餘三旗位於張家口邊外，相當於今烏蘭察布市（除四子王旗外）的大部及河北省的尚義縣、張北縣。
1954年，根據內蒙古自治區人民政府關於解決綏東旗縣並存問題的指示，撤銷陶林县和綏東四旗建制。
- 以原正黃旗為基礎，适当调整区划，建立察哈爾右翼前旗，簡稱察右前旗[2]。
- 1950年1月，鑲藍旗與鑲紅旗合併為鑲藍鑲紅聯合旗。1954年，鑲藍鑲紅聯合旗、陶林縣西南部與卓資縣北部合併為察哈爾右翼中旗，簡稱察右中旗[2]。
- 察哈爾右翼正紅、正黃兩旗的北部，後并入東四旗中心旗。1954年，東四旗中心旗，陶林縣東部、集寧縣東北部和四子王旗的部分地區合併設置察哈爾右翼後旗，簡稱察右後旗[2]。